# Optische Bank

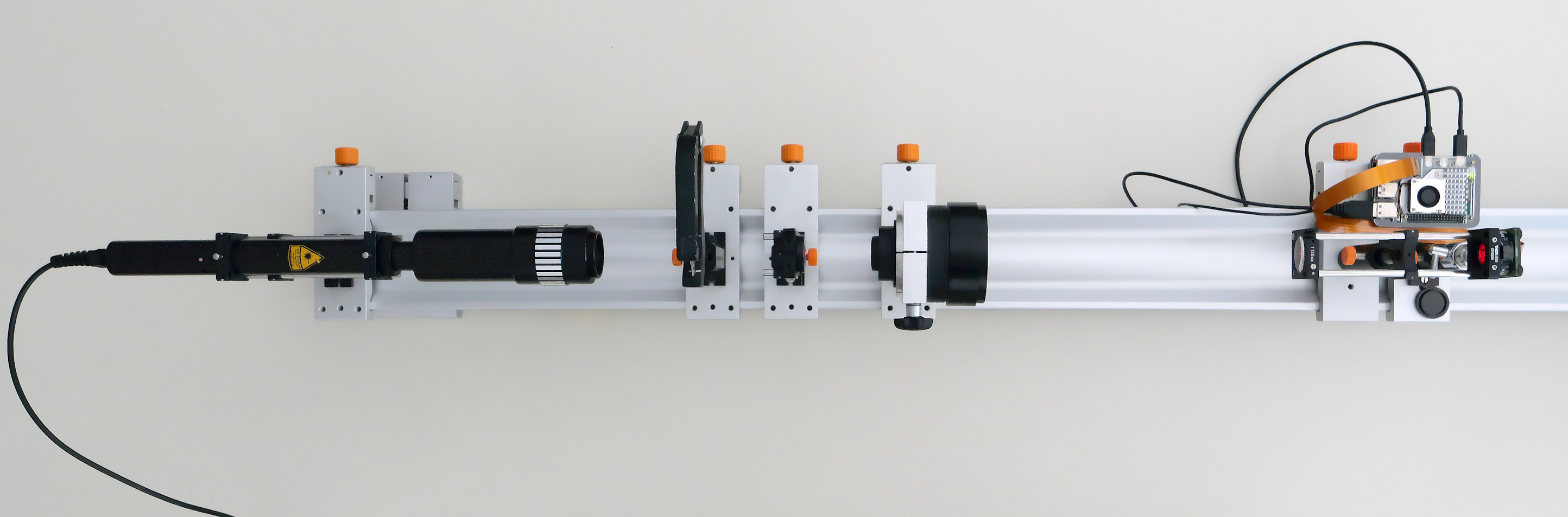
Optische Bank mit sechs Reitern und verschiedenen optomechatronischen Komponenten, wie Helium-Neon-Laser, Aufweitungsoptik, Linsen, Blende, Kollimatorobjektiv, Mikrolinsen-Array, Bildsensor und Mikrocomputer.

Eine optische Bank ist eine Einrichtung, die dazu dient, die Elemente eines linearen optischen Systems zu halten. Häufig können die einzelnen optischen Elemente wie Linsen, Lichtquellen oder Sensoren zur Justierung entlang der optischen Achse verschoben werden.
Die optischen Bänke finden in einfacher Bauform beim schnellen Aufbau von optischen Systemen, für Schulversuche und in der Fotografie Verwendung. Die optische Bank eines astronomischen Teleskops ist hingegen aufwändig auf besonders hohe mechanische Stabilität optimiert.
Im Gegensatz zu einer optischen Bank hat ein optischer Tisch keine bevorzugte Achse, sondern eine bevorzugte Ebene.

## Aufbau
Wie der Name beschreibt, handelt es sich dabei um einen linearen Träger für optische Bauelemente. Es gibt dafür verschiedenste Bauformen, wie Dreiecksprofile (mit einer Ecke oben), flache Rechteckprofile oder auch Schienensysteme aus zwei oder vier parallelen Rund- oder Rechteckprofilen. Passend zu diesen Profilen gibt es Reiter (die Füße der Bauelemente), die auf den Schienen verschoben und an beliebiger Stelle festgeklemmt werden können und die eigentlichen optischen Bauelemente tragen. So eine Bank fixiert die optischen Elemente also sowohl in der Höhe als auch in einer der Horizontalkoordinaten, sodass nur noch ein Freiheitsgrad längs der Bankrichtung verbleibt.
Eine in Hochschulen und Schulen noch häufig anzutreffende Bauform sind Bänke mit Zeißprofil, deren Querschnitt in der Grundform ein gleichseitiges Dreieck ist. Sie wurden 1912/13 von der Firma Carl Zeiss Jena herausgebracht und sind nach wie vor erhältlich.

Zeiss-System
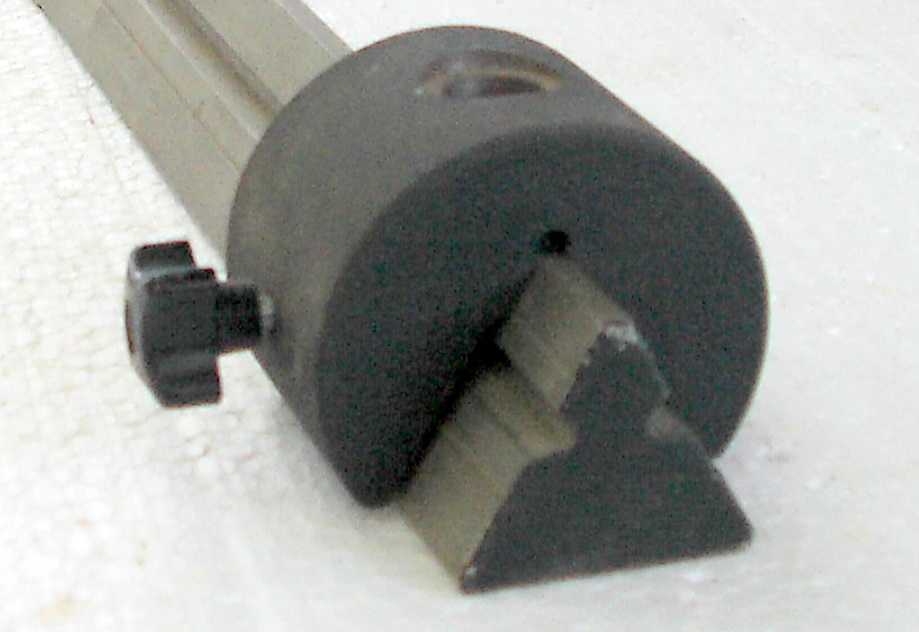
Optische Bank im sogenannten Normal-, Dreikant- oder Zeiss-Profil, welches in der ersten Hälfte des 20. Jahrhunderts entwickelt wurde und bis heute in Schulen und Universitäten Verwendung findet.
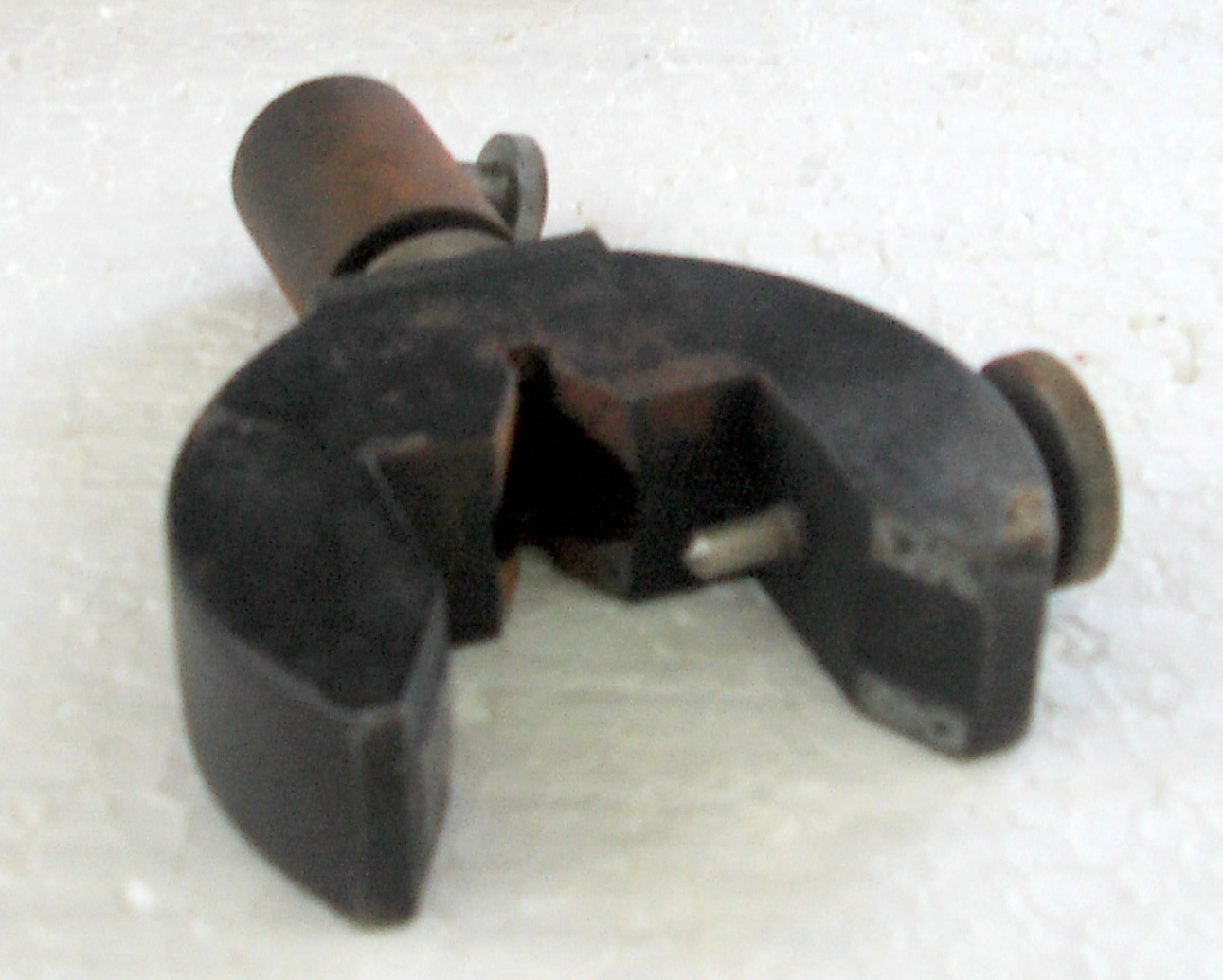
Reiter zur Aufnahme optischer Elemente.
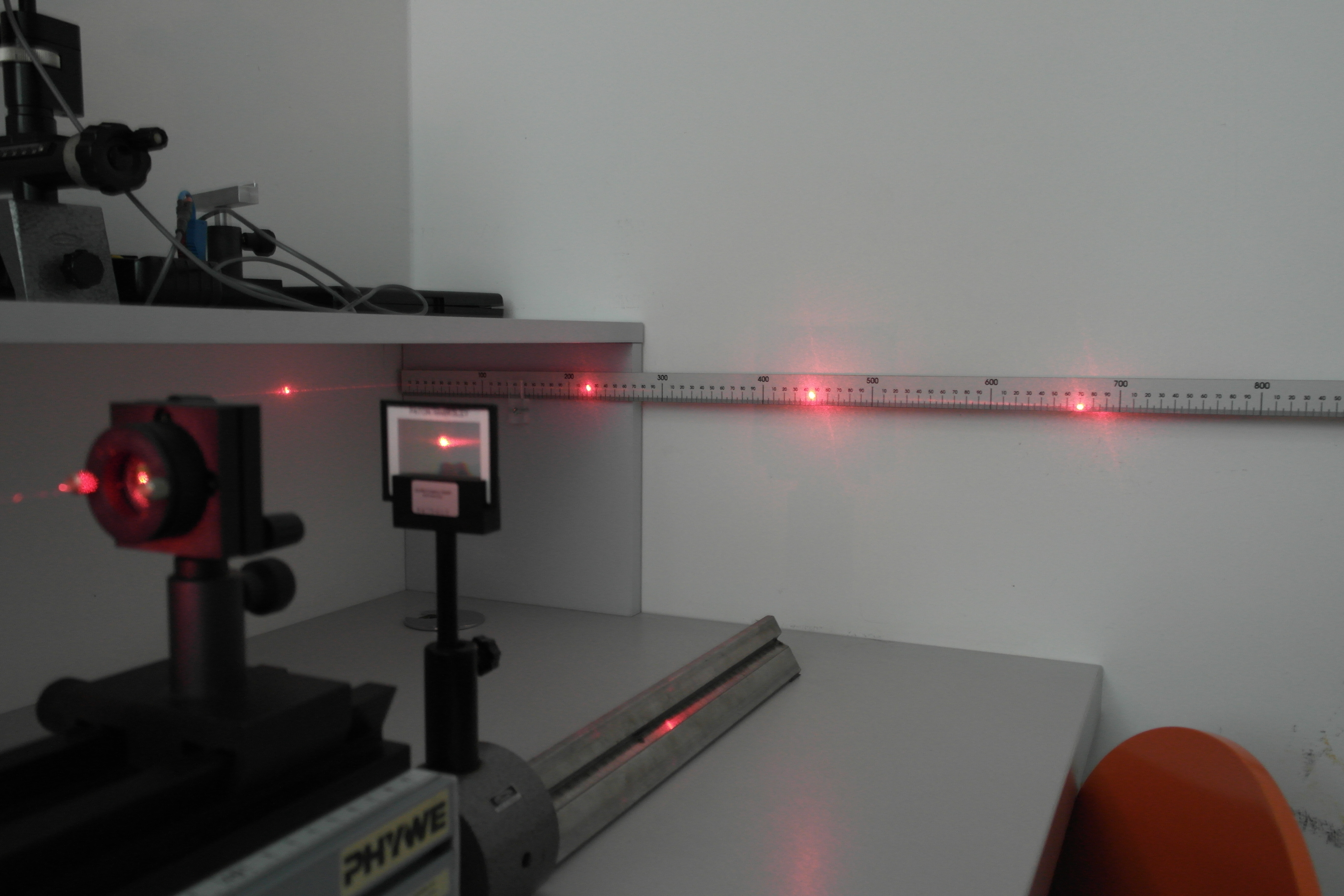
Optische Bank mit einem Transmissionsgitter.

Eine lineare Bank für oft zu verändernde Aufbauten wird meistens mittels kleiner Stative oder Füße aufgeständert.
Wenn es um abgewinkelte Strahlengänge geht, beispielsweise mit einem brechenden Prisma, gibt es Gelenke, mit denen mehrere solcher linearen Bänke zusammenmontiert werden können. Die Gelenke sind frei verdreh- und feststellbar.
Insbesondere Großformatkameras werden auch mitunter als „optische Bank“ bezeichnet, da dabei die einzelnen Elemente (Objektivstandarte, Filmstandarte) auf einem gemeinsamen Träger, eben der „optischen Bank“, weitgehend verschiebbar und verschwenkbar angeordnet sind. Dieser Träger ist zumeist ein stabiles Metallprofil auf einem Stativ mit aufgeschobenen, längenverstellbaren und klemmbaren Halterungen (sogenannte Reitern) für die optisch wirksamen Elemente.

### Montierungen
Auf dem Fuß der Bauelemente sitzt dann die eigentliche Montierung (siehe auch die astronomische Montierung mit ähnlichen Aufgaben), die Halterung für das eigentliche optische Bauelement, also Linsen, Spiegel, Prismen usw.
Zur Justierung der Elemente muss deren Lage variabel gemacht werden. Dazu gibt es Montierungen mit den entsprechenden Einstellmöglichkeiten, zum Verkippen in zwei Achsen (für Spiegel, siehe bei Planspiegel), für Feinjustierung in der xy-Ebene quer zur Strahlrichtung (für Linsen), zur Rotation senkrecht zur Strahlrichtung (von Polarisatoren), zur Rotation in der Strahlebene (für Prismen) oder zur Höhenverstellung (von Küvetten mit Flüssigkeiten). Dies sind aber nur die besonders häufig vorkommenden Beispiele, es gibt viele weitere hochspezialisierte Ausführungen.
Die meisten dieser Verstellmöglichkeiten werden von Hand betätigt, im Zuge der Grundjustierung des Strahlengangs. Manche werden aber auch von (Servo-)Motoren betrieben, um sie öfters und/oder automatisiert zu betreiben.